# Machop
Machop is een Pokémon van de eerste generatie. Hij is van het vechttype. Machop oogt als een klein mensachtig wezentje en is 80 centimeter lang maar kan in werkelijkheid een volwassen man optillen. Hij heeft echter, in tegenstelling tot zijn twee evoluties Machoke en Machamp helemaal geen spieren, en lijkt zelfs mager, te zien aan zijn zichtbare ribben. Op level 28 evolueert Machop naar Machoke, en wanneer hij wordt geruild met een ander ontvangt de ander een Machamp, omdat Machoke evolueert door hem te ruilen. Zijn naam lijkt te komen van macho en chop (van karate-chop), het Engelse woord voor te-gatana.

## Ruilkaartenspel
Er bestaan twaalf standaard Machop-kaarten, waarvan één enkel in Japan uitgebracht is, en één Giovanni's Machop-kaart. Al deze kaarten hebben het type Fighting als element.